# 斯普林福克 (密蘇里州)
斯普林福克（英語：Spring Fork）是位於美國密蘇里州佩蒂斯縣的非建制地區。

## 歷史
斯普林福克的郵局於1850年設立，1865年關閉後又於1925年重啟，最終於1963年停運。

## 地理
斯普林福克所處的海拔為高於海平面275米（即902英呎），而該地所採用的時區為UTC-6，即北美中部時區（CST）。同時該地設有夏令時間，為UTC-6調快一小時，即UTC-5（CDT）。